# Wissem Hosni
Wissem Hosni, né le 8 mars 1985 à Bou Salem, est un athlète tunisien spécialiste de la course de fond. Il évolue au Club sportif de la Garde nationale.

## Carrière
Il remporte une médaille de bronze en semi-marathon à l'occasion des Jeux panarabes de 2011, avec un temps de 1 h 04 min 37 s.
Il participe également au marathon masculin des Jeux olympiques d'été de 2012, terminant l'épreuve à la 71e place, en 2 h 26 min 43 s.
Membre de la délégation tunisienne aux championnats du monde d'athlétisme 2013, il remporte une médaille d'argent en semi-marathon aux Jeux méditerranéens de 2013, avec un temps de 1 h 8 min 32 s.
Lors du marathon masculin aux championnats du monde d'athlétisme 2015, il ne termine pas l'épreuve.

## Palmarès
- Médaille de bronze en semi-marathon aux Jeux panarabes de 2011 (Qatar)
- Médaille d'argent en semi-marathon aux Jeux méditerranéens de 2013 (Turquie)
- Vainqueur du championnat de Tunisie de cross-country de 2011, 2012 et 2013